# Política de Botsuana
Botsuana es una república presidencialista con una democracia representativa dentro de un sistema multipartista. Pueden votar todos los ciudadanos mayores de 18 años. El poder ejecutivo es ejercido por el gobierno. El poder legislativo es compartido entre el gobierno y el parlamento de Botsuana. El poder judicial es independiente de los otros poderes.
Por otra parte, el presidente es el jefe de Estado y de gobierno. El parlamento está dividido en la Casa de Jefes de Botsuana - cámara alta - y la Asamblea Nacional de Botsuana - cámara baja - dominada desde la independencia por el Partido Democrático de Botsuana.
Constitución Vigente: 30 de septiembre de 1966
Duma Boko es presidente desde el 1 de noviembre de 2024.